# Stazione di Sant'Angelo di Cariati
La stazione di Sant'Angelo di Cariati è stata una stazione ferroviaria della ferrovia Jonica.
È stata attivata nel 1867, e dismessa nel 1954.
Era dotata di un binario e servita da treni regionali.